# Discografia di Simon and Garfunkel
La discografia di Simon and Garfunkel consiste in 5 album in studio, 4 album live, 15 raccolte, 1 EP, 26 singoli e 1 colonna sonora.

## Album studio
| Anno | Titolo                            | Durata | Classifiche (Stati Uniti) |
| ---- | --------------------------------- | ------ | ------------------------- |
| 1964 | Wednesday Morning, 3 A.M.         | 32:07  | 30                        |
| 1966 | Sounds of Silence                 | 29:09  | 21                        |
| 1966 | Parsley, Sage, Rosemary and Thyme | 29:14  | 4                         |
| 1968 | Bookends                          | 29:13  | 1                         |
| 1970 | Bridge over Troubled Water        | 36:56  | 1                         |

## Colonne sonore
| Anno | Titolo       | Film        | Durata |
| ---- | ------------ | ----------- | ------ |
| 1968 | The Graduate | Il laureato | 36:48  |

## Raccolte
Simon & Garfunkel 
| Anno | Titolo                                   | Durata | Classifica (Stati Uniti) |
| ---- | ---------------------------------------- | ------ | ------------------------ |
| 1972 | Simon and Garfunkel's Greatest Hits      | 43:25  | 2                        |
| 1990 | Collected Words                          | 156:57 | N.d                      |
| 1997 | Old friends                              | N.d    | N.d                      |
| 1999 | The Best of Simon and Garfunkel          | N.d    | N.d                      |
| 2001 | The Columbia Studio Recordings 1964-1970 | N.d    | N.d                      |
| 2003 | The Essential Simon and Garfunkel        | 97:36  | N.d                      |

 Paul Simon e Simon & Garfunkel 
| Anno | Titolo                   | Durata |
| ---- | ------------------------ | ------ |
| 1993 | The Paul Simon Anthology | N.d    |
| 1993 | Paul Simon 1964/1993     | 200:54 |

## Live
| Anno | Titolo                        | Durata |
| ---- | ----------------------------- | ------ |
| 1984 | The Concert in Central Park   | 75:51  |
| 2002 | Live from New York City, 1967 | 58:21  |
| 2004 | Old Friends: Live on Stage    | N.d    |
| 2008 | Live 1969                     | N.d    |

## Singoli
| Anno | Titolo                                                              | Classifica UK |
| ---- | ------------------------------------------------------------------- | ------------- |
| 1957 | Hey Schoolgirl / Dancin' Wild (pubblicato a nome Tom & Jerry)       | 49            |
| 1958 | Our Song / Two Teen-Agers (pubblicato a nome Tom & Jerry)           | N.d           |
| 1958 | That's My Story / Don't Say Goodbye (pubblicato a nome Tom & Jerry) | N.d           |
| 1959 | Baby Talk / I'm Gonna Get Married (pubblicato a nome Tom & Jerry)   | N.d           |
| 1959 | Baby Talk / Thank You Pretty Baby (pubblicato a nome Tom & Jerry)   | N.d           |
| 1959 | I'm Lonesome / Looking At You (pubblicato a nome Tom & Jerry)       | N.d           |
| 1962 | Surrender, Please Surrender / Fightin' Mad                          | N.d           |
| 1963 | I'm Lonesome / Looking At You                                       | N.d           |
| 1965 | The Sound of Silence / We've Got A Groovy Thing Goin'               | 1             |
| 1966 | Homeward Bound / Leaves That Are Green                              | 9             |
| 1966 | I Am a Rock / Flowers Never Bend with the Rainfall                  | 17            |
| 1966 | The Dangling Conversation / The Big Bright Green Pleasure Machine   | N.d           |
| 1966 | A Hazy Shade of Winter / For Emily, Whenever I May Find Her         | N.d           |
| 1967 | At the Zoo / The 59th Street Bridge Song (Feelin' Groovy)           | N.d           |
| 1967 | Fakin' It / You Don't Know Where Your Interest Lies                 | N.d           |
| 1968 | Scarborough Fair/Canticle / April Come She Will                     | N.d           |
| 1968 | Mrs. Robinson / Old Friends/Bookends                                | 4             |
| 1969 | The Boxer / Baby Drive                                              | 6             |
| 1970 | Bridge over Troubled Water / Keep the Customer Satisfied            | 1             |
| 1970 | Cecilia / The Only Living Boy in New York                           | N.d           |
| 1970 | El cóndor pasa (If I Could) / Why Don't You Write Me                | N.d           |